# Yasuhiro Yamakoshi
Yasuhiro Yamakoshi (japanisch 山腰 泰博 Yamakoshi Yasuhiro; * 16. September 1985 in Tokio, Präfektur Tokio) ist ein japanischer Fußballspieler.

## Karriere
Yasuhiro Yamakoshi erlernte das Fußballspielen in der Universitätsmannschaft der Universität Kanagawa. Seinen ersten Vertrag unterschrieb er 2008 beim AC Machida in Machida. Bis 2011 spielte er mit dem Klub in der Japan Football League, der damaligen dritten japanischen Liga. Am Ende Ende der Saison stieg der Verein als Tabellendritter in die J2 Leaguezweite Liga auf. Nach dem Aufstieg verließ er den Verein und schloss sich im Januar 2012 Albirex Niigata (Singapur) an. Der Verein ist ein Ableger des japanischen Zweitligisten Albirex Niigata aus Niigata, der in der ersten singapurischen Liga, der Singapore Premier League, spielt. Für den Verein absolvierte er 23 Erstligaspiele und schoss dabei zwölf Tore. 2013 unterschrieb er einen Vertrag bei Blaublitz Akita. Der Klub aus Akita spielte in der Japan Football League. Nach einem Jahr ging er nach Maebashi zu Tonan Maebashi. Hier steht er bis heute unter Vertrag.